# Військово-морські сили Індії

Військово-морський прапор Індії

Військово-морські сили Індії — вид збройних сил Індії. Президент Індії — Верховний головнокомандувач ВМС Індії. Начальник військово-морського штабу, чотиризірковий адмірал — командувач флотом.

## Історія
ВМС Індії ведуть своє походження від морських сил Ост-Індійської кампанії, які були створені 1612 для захисту англійського торгового судноплавства у регіоні. У 1830 ця структура отримала назву Його величності Індійський флот. Коли Індія стала республікою у 1950, Королівський Індійський флот, що так називався з 1934, отримав сучасну назву.

## Завдання

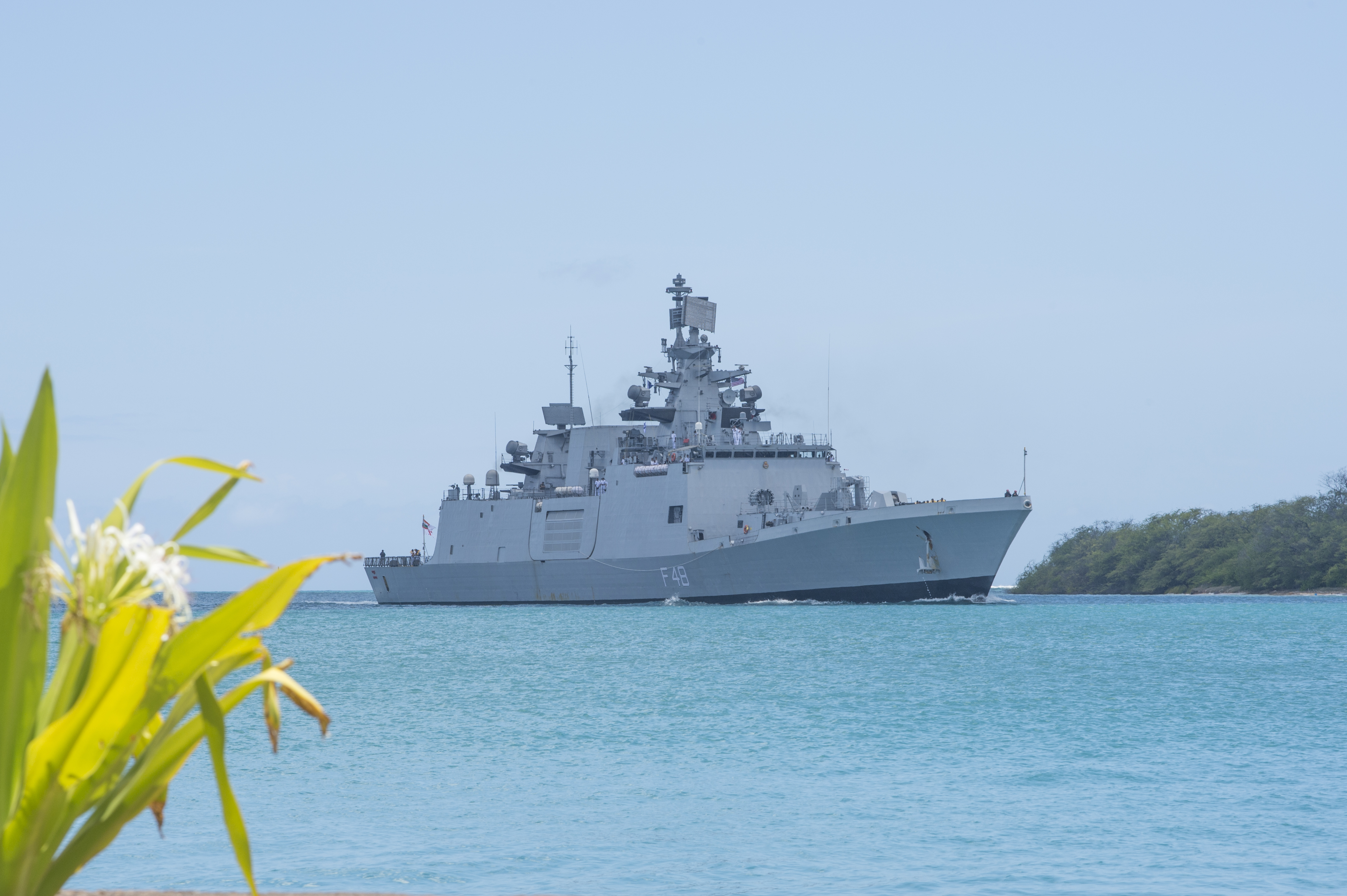
Фрегат ВМС Індії «Сатпура» (F 48) входить у Перл-Харбор для участі у навчаннях, 2016 рік

Основна мета військово-морського флоту Індії — захист морських кордонів держави, а також спільно з іншими видами Збройних сил союзу діяти з метою стримування або нейтралізації будь-яких загроз або агресії проти території, громадян чи морських інтересів Індії, як у воєнний час, так і в мирний. Здійснюючи спільні навчання, візити доброї волі та гуманітарні місії, включаючи допомогу при катастрофах, ВМС Індії сприяє дипломатичним зусиллям своєї держави.

## Організаційний та чисельний склад

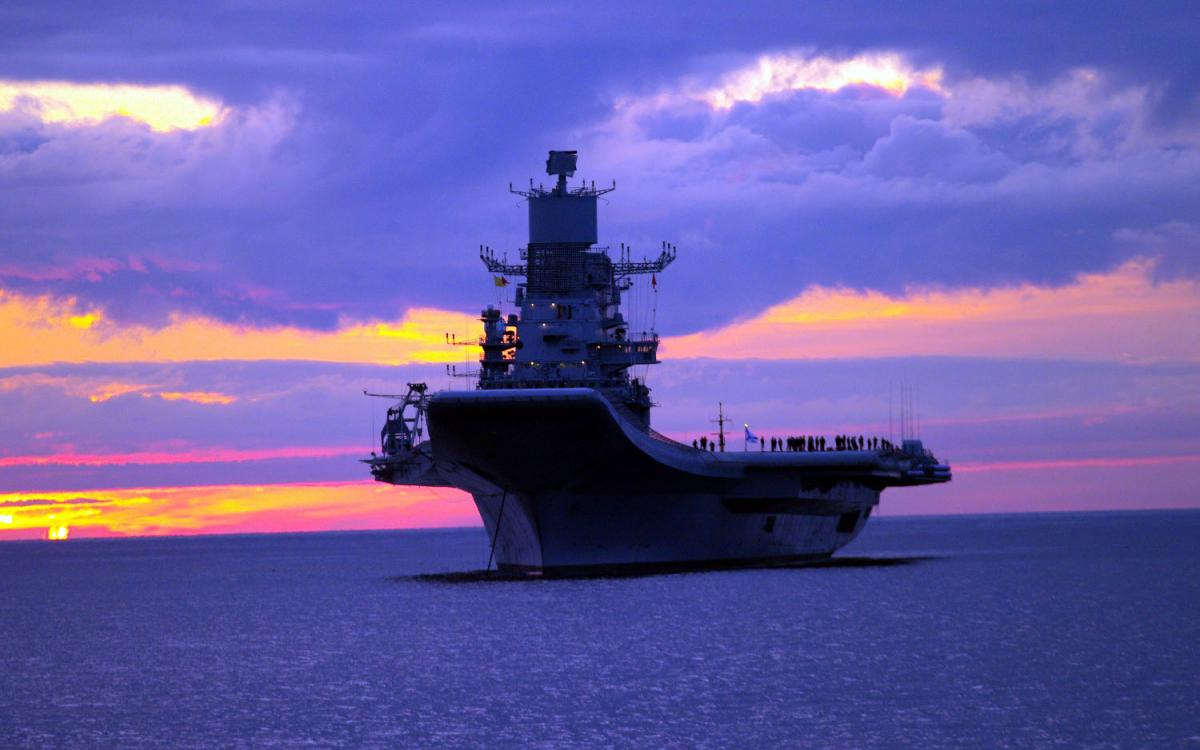
Авіаносець «Вікрамадітья» під час випробувань у Балтійському морі після модернізації, 2013 рік.

Станом на червень 2019 року ВМС Індії має 67 252 діючих військовослужбовців та 55 000 військовослужбовців резерву, флот має 137 військових кораблів та 235 літальних апаратів.
Станом на березень 2018 року діючий флот складається з одного авіаносця INS Vikramaditya (проданий та модернізований Росією авіаносний крейсер «Адмирал флоту Радянського Союзу Горшков» радянської побудови, що закладався як «Баку»), одного десантного корабля-дока, восьми танко-десантних кораблів, одинадцяти есмінців, чотирнадцяти фрегатів, одного атомного багатоцільового підводного човна, одного атомного підводного човна з балістичними ракетами, п'ятнадцяти дизель-електричних підводних човнів, двадцять два корвети, один корабель протимінної дії, чотири танкери-заправники та різні інші допоміжні судна.

## Оновлення флоту

### Авіаносне угрупування

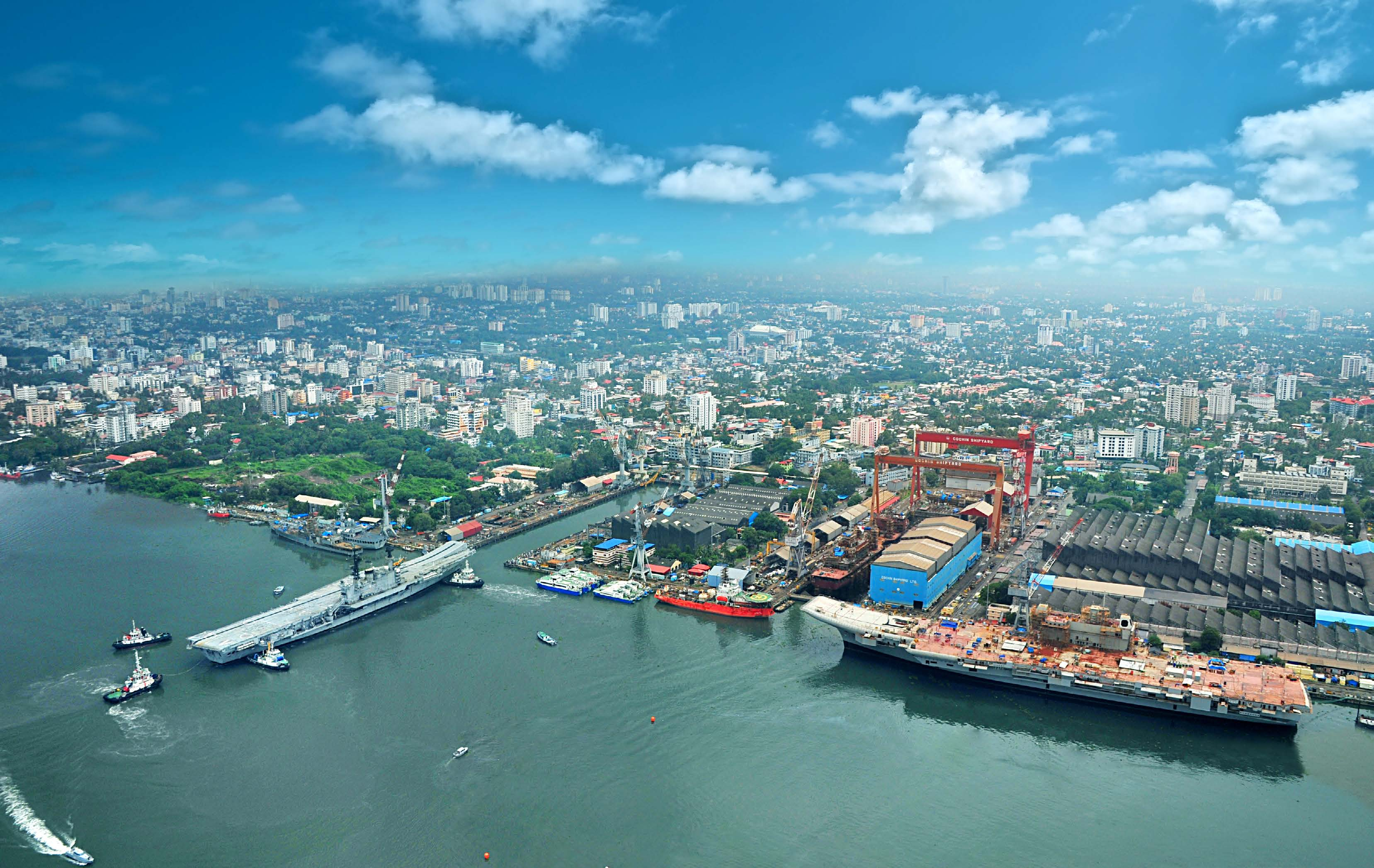
Авіаносець INS Vikrant в ході будівництва на Cochin Shipyard

#### INS Vikrant
У 2006 році стартувало будівництво першого індійського авіаносця Vikrant. Корабель спустили на воду у 2013 році та збиралися ввести в експлуатацію у 2015 році, але замість цього міністр оборони Індії оголосив, що авіаносець передадуть флоту в грудні 2018 року. Проте станом на серпень 2021 року авіаносець тільки вийшов на випробування.
На початок грудня 2019 року INS Vikrant завершив випробування силової установки та продовжив готуватися до морських випробувань.
В грудні 2020 року, корабели успішно закінчили швартовні випробування і мали намір приступити до ходових випробувань на початку 2021 року. Але через пандемію COVD-19 вихід авіаносця INS Vikrant в море довелося відкласти.
Командування ВМС Індії розраховує отримати готовий корабель у своє розпорядження у 2021 році.
Проектуванням корабля займалось низка як індійських, так і закордонних компаній. Наприклад авіаційним комплексом – російська Невське конструкторське бюро, електричні кабелі постачаються компанією Nicco Industries, Fincantieri займалась паливною системою. Сталь, з якої зроблено корабель, відливалась на місцевих сталеливарних заводах.

### Есмінці

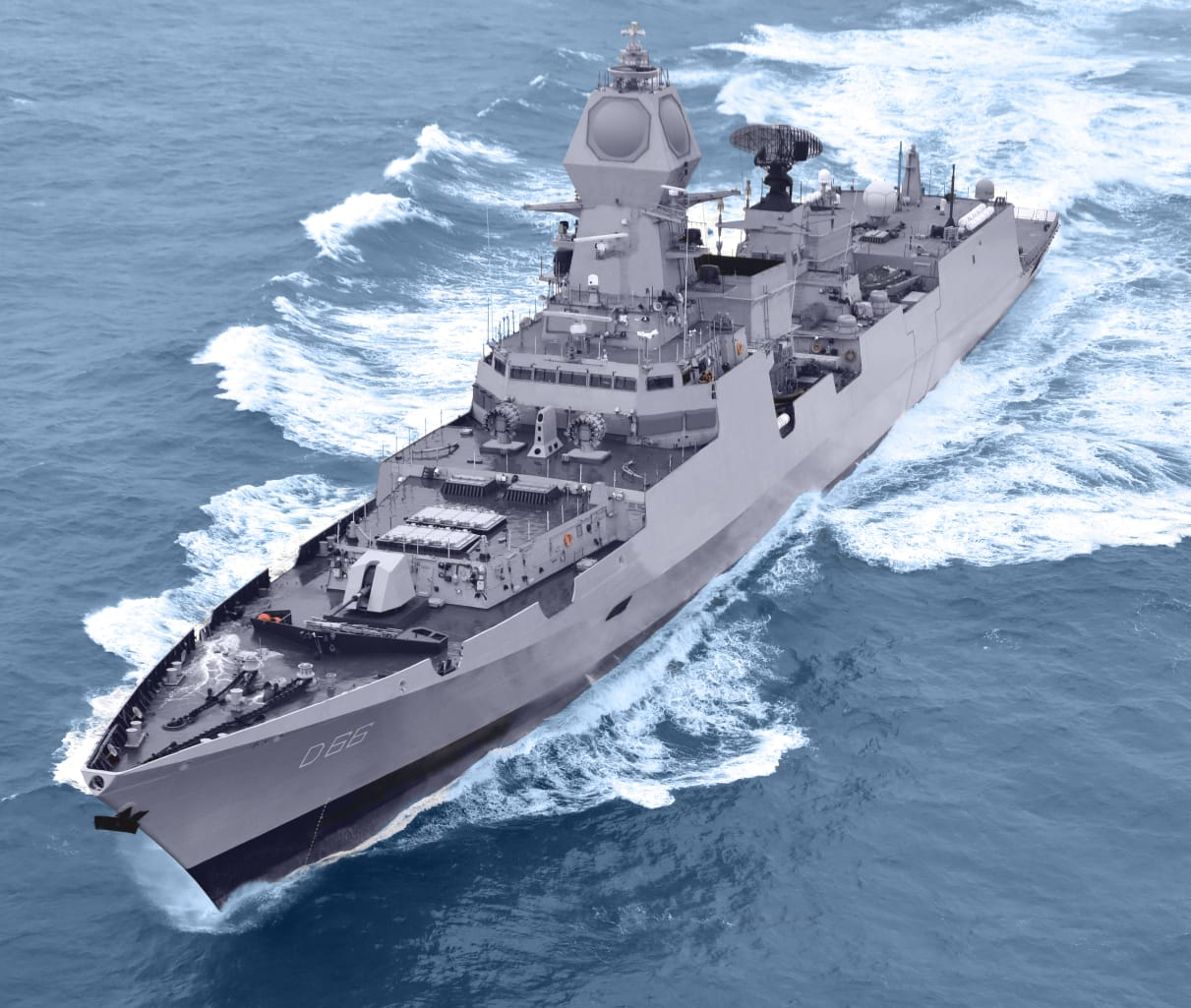
Есмінець Visakhapatnam (D66) ВМС Індії

#### Проєкт 15B
Для заміни есмінців радянської побудови проєкту 61E, клас Rajput, в Індії розробили нові кораблі проєкту 15B. Конструктивно проєкт 15В є розвитком кораблів проєктів 15 (клас Delhi) і 15А (клас Kolkata), що раніше будувалися для ВМС Індії.
Кораблі проєкту 15 (типу Delhi) оснащені газотурбінною установкою українського виробництва від ДП НВКГ «Зоря» — «Машпроект» у складі двох газотурбінних агрегатів М36Е.
На кораблі проєкту 15В впроваджено великий комплекс сучасних засобів загальнокорабельної автоматизації. Повна водотоннажність есмінця проєкту 15В за збереження корпусу проєкту 15А зросла до 8100 тонн.
Головний корабель під назвою INS Visakhapatnam заклали на підприємстві у Мумбаї 12 жовтня 2013 року та спустили на воду 20 квітня 2015 року. 
Заводські ходові випробування корабля було розпочато у грудні 2020 року. 28 жовтня 2021 року есмінець Visakhapatnam (D66) ввели до складу ВМС Індії.
Другий есмінець цього типу Mormugao (D67) був закладений на MDL 4 червня 2015 року та був спущений на воду 17 вересня 2016 року.
Третій есмінець Imphal (D68) був закладений 19 травня 2017 року та спущений на воду 20 квітня 2019 року.
Четвертий корабель Porbandar (D69), закладений 19 липня 2018 року, знаходиться у стапельній стадії будівництва. Спуск його на воду очікується у 2022 році.

### Фрегати

#### Проєкт 17A
20 лютого 2015 року Міністерство оборони Індії оголосило про підписання контрактів на поставку семи фрегатів проєкту 17A.Загальна вартість кораблів оцінюється в 7,5 млрд доларів.
Фрегати повинні бути побудовані двома компаніями: Mazagon Dock Limited (MDL) й Garden Reach Shipbuilders and Engineers Limited (GRSE). MDL побудує чотири фрегати, GRSE – три.
Різка сталі для головного корабля серії Nilgiri, почалася на підприємстві MDL 17 лютого 2017 року, закладка кіля відбулася 28 грудня 2017 року.Спуск фрегата на воду пройшов 28 вересня 2019 року. 
Кіль другого фрегата (заводський номер Yard 3023) був закладений 24 січня 2020 року, а спустили на воду у грудні 2020 року. 
У вересні 2020 року на верфі MDL заклали кіль третього фрегата проєкту P17A з заводським номером «Yard 12653».
Передбачається, що MDL поставить замовлені кораблі ВМС Індії у 2022, 2023, 2024 і 2025 роках, а GRSE – у 2023, 2024 і 2025 роках.
Фрегати з другого по шостий отримають найменування «Himgiri», «Udaygiri», «Dunagiri», «Taragiri», «Vindhyagiri» і «Mahendragiri».

#### Проєкт 11356
15 жовтня 2016 року Індія та Росія уклали угоду на будівництво для ВМС Індії двох фрегатів проєкту 11356, які раніше хотіли передати російському флоту, але через українські санкції добудова для ВМФ Росії стала неможлива. Ще два кораблі, згідно з договором, мають побудувати в Індії на підприємстві GSL.
Добудовувати колишні фрегати «Адмирал Бутаков» та «Адмирал Истомин» для ВМС Індії почали у 2020 році, їх корпуси знову підняли на стапельний комплекс. Передача фрегатів індійським Військово-морським силам намічена на 2022-й та 2023 рік. Перший отримав назву Tushil, а другий - Tamala.
28 жовтня 2021 року у Калінінграді відбулася церемонія спуску на воду фрегата Tushil проєкту 11356, який будують для флоту Індії.
Водотоннажність корабля проєкту 11356Р (повна) складає 4035 тонн. Довжина фрегата (найбільша) – 124,8 метра, ширина – 15,2 метра. До складу екіпажу входять 180 осіб. Автономність плавання складає 30 діб. Основа ударного озброєння – універсальні пускові установки 3С14, що дозволяють застосовувати крилаті ракети «Калибр», протикорабельні «Оникс», а в перспективі – нові гіперзвукові «Циркон».

### Корвети

#### Проєкт 28

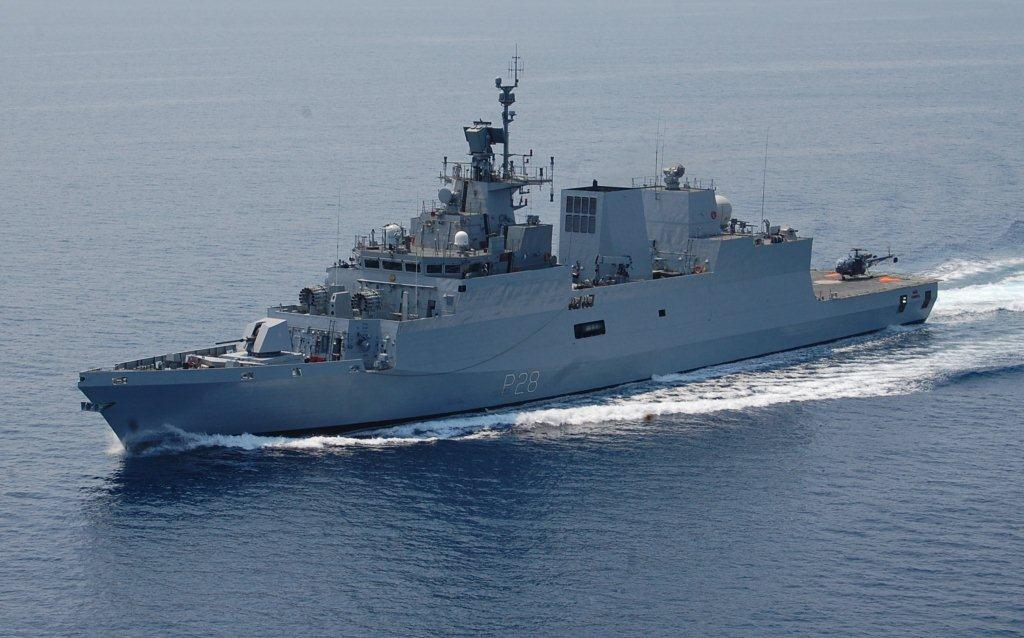
Протичовновий корвет INS Kamorta

У 2003 році компанія Garden Reach Shipbuilders and Engineers (GRSE) спільно з групою проєктування надводних кораблів Конструкторського бюро ВМС Індії розпочала програму будівництва 4 кораблів проєкту 28 (Project 28).
Корвет побудований із застосуванням технологій малопомітності. Стандартна водотоннажність корветів – близько 3250 т (повна – 3500 т).
Основним призначенням корветів є виявлення, відстеження і знищення підводних човнів противника із застосуванням озброєння національної розробки, включаючи торпеди, ракети та вертольоти.
Кіль головного корвета серії, Kamorta (Р28), був закладений в листопаді 2006 року. Корабель був переданий ВМС Індії 23 серпня 2014 року. 
Другий корабель серії, «Kadmatt» (Р 29), був прийнятий на озброєння ВМС Індії 7 січня 2016 року, третій - Kiltan (P30), 16 жовтня 2017 року.
Кіль четвертого корабля серії, «Kavaratti», був закладений 20 січня 2012 року. Корвет був спущений на воду 19 травня 2015 року та переданий ВМС Індії 18 лютого 2020 року. Його прийнятті на озброєння відбулось у жовтні 2020 року.

#### Протичовнові корвети ASWSWC
У квітні 2019 року флот Індії замовив у Cochin Shipyard Limited вісім малих протичовнових корветів ASWSWC (від англ. Anti Submarine Warfare Shallow Water Craft) в на суму близько 900 млн доларів. Відповідно до умов угоди, перший корабель повинні передати індійському флоту восени 2022 року.
У грудні 2020 року на верфі Cochin Shipyard Limited пройшла церемонія різання сталі для першого корабля.
Водотоннажність малих протичовнових кораблів ASWSWC складе 750 тонн. Вони зможуть розвивати швидкість до 25 вузлів.
Дальність плавання – 1800 морських миль. Екіпаж – 57 осіб. Подробиці про склад озброєння та устаткування поки не розкриваються.

### Підводні човни
В жовтні 2005 року уряд Індії підписав угоду по розробці підводних човнів проєкту 75 (Project 75) клас Scorpene (Kalvari) до якої залучили французьку компанію Naval Group. Початковий контракт на 6 підводних човнів оцінили в 187,98 млрд рупій, у 2010 році, вартість проєкту була збільшена до 235,62 млрд рупій (3,6 млрд. доларів).
Підводні човни Scorpene спроєктовані французькою компанією для потреб ВМС Франції, але пізніше проєкт став експортним. Довжина підводного човна становить 67,6 м, ширина – 6,2 м, надводна/підводна водотоннажність – 1615/1775 т. Човен озброєно шістьма 533-мм торпедними апаратами. Боєкомплект – 18 од. озброєння (торпеди, ракети, міни).

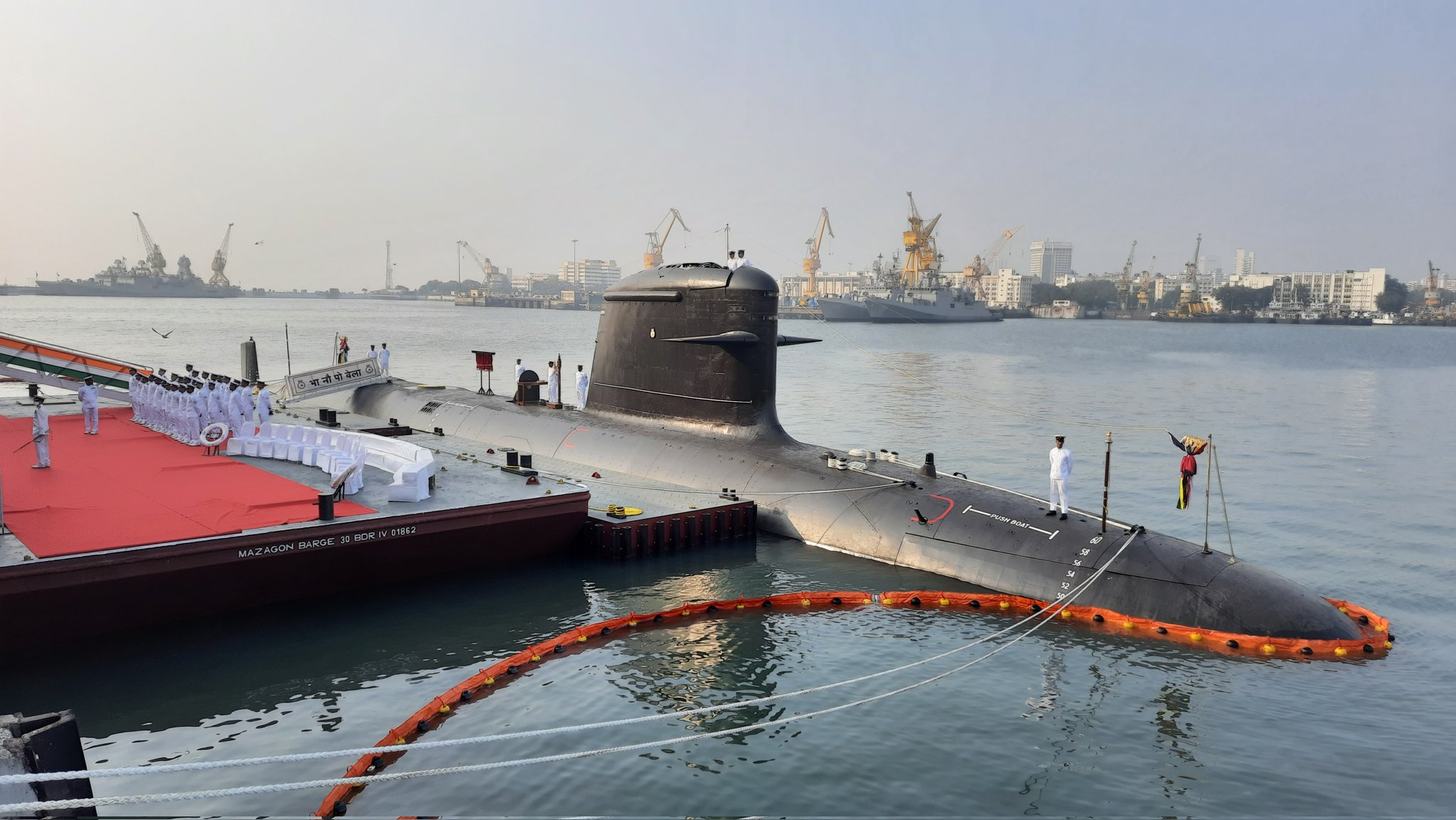
Церемонія введення до складу ВМС Індії підводного човна INS Vela 25 листопада 2021 року

Субмарина оснащена чотирма дизельними двигунами MTU 12V 396 SE84, розвиває максимальну швидкість 20 вузлів в підводному положенні та 11 вузлів в надводному. Екіпаж – 44 особи, включаючи вісім офіцерів.
Графік поставки субмарин Scorpene переглядався кілька разів. Початково планувалося поставку першої субмарини у 2012 році, інші човни з інтервалом в один рік до 2017 року.
Будівництво головного підводного човна серії почалася в грудні 2006 року. Човен Kalvari увійшов до бойового складу флоту Індії 14 грудня 2017 року з запізненням майже на 6 років.
Церемонія введення до складу індійських військово-морських сил четвертого неатомного підводного човна INS Vela проекту Scorpene (в Індії – Kalvari) відбулася 25 листопада 2021 року на суднобудівній верфі в Мумбаї.

### Комплексні судна забезпечення FSV

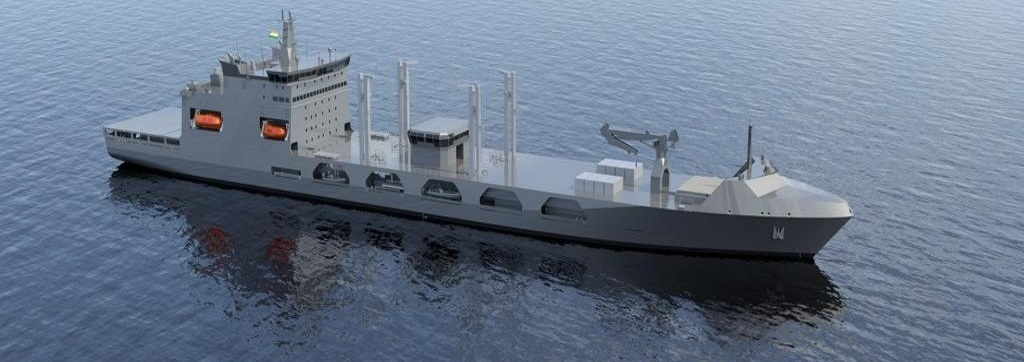
Комплексні судна забезпечення Fleet Support Vessel (FSV)

У березні 2020 року індійська компанія Hindustan Shipyard Limited уклала з консорціумом п’яти турецьких суднобудівників контракт на проєктування і будівництво п’яти 45000-тонних кораблів забезпечення Fleet Support Vessel (FSV) для ВМС Індії.
Судна передбачається використовувати для поповнення запасів у морі та постачання авіаносної ударної групи.
Ухвалення суден забезпечення на озброєння ВМС Індії істотно розширить їх присутність в регіоні Індійського океану і дозволить підтримувати операції флоту в акваторії від Африки до Малаккської протоки.

### Корабель для відстеження балістичних ракет

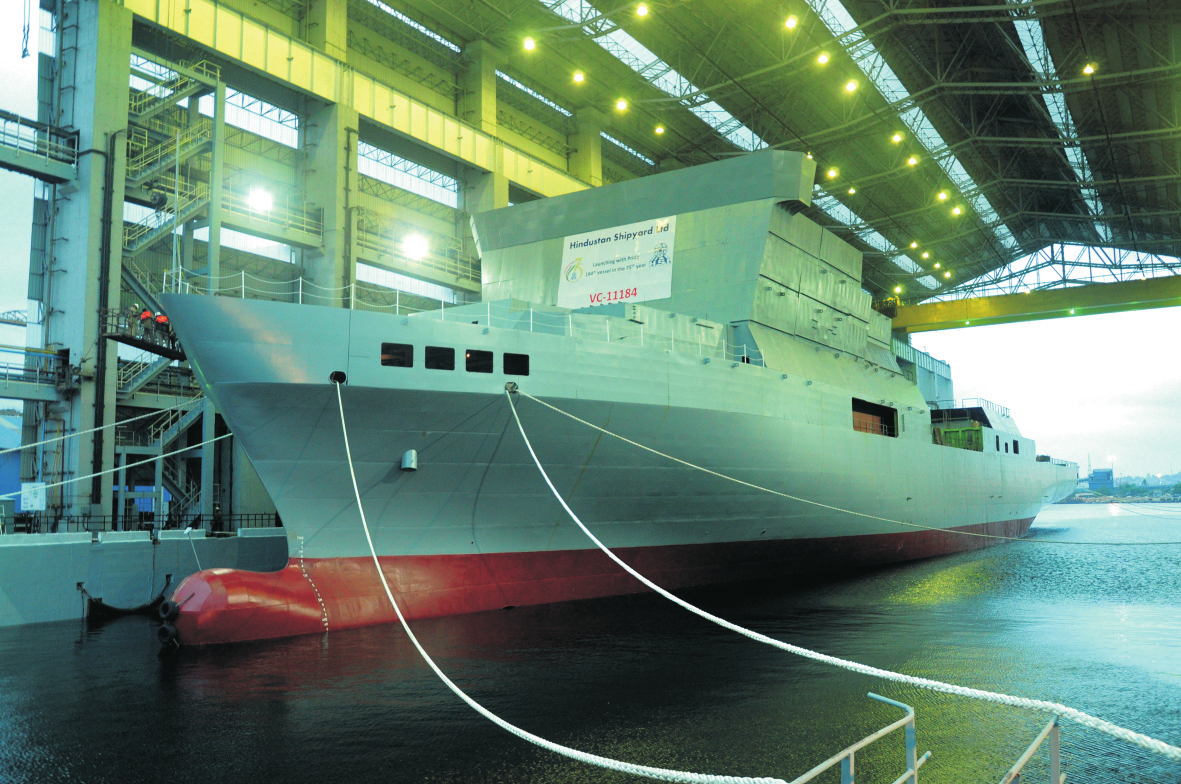
INS Dhruv у процесі будівництва

У вересні 2021 року Військово-морські сили Індії ввели в експлуатацію судно INS Dhruv, яке здатне виявляти та відстежувати балістичні ракети і літаки на великій дальності. 
Окрім того, оснащення корабля дозволяє задіювати його для ведення електронної розвідки.
Корабель INS Dhruv заклали на верфі компанії Hindustan Shipyard Limited (HSL) в червні 2014 року. Ходові випробування судна почалися в липні 2018 року. Передача ВМС Індії відбулася в жовтні 2020 року.
Водотоннажність судна INS Dhruv становить 15 тисяч тонн, довжина корпусу – 175 метрів, ширина – 22 метри, осадка – 6 метрів.
INS Dhruv буде експлуатуватися спільно Національною організацією технічних досліджень, Організацією оборонних досліджень і розробок (DRDO), а також ВМС Індії.

## Оновлення морської авіації

### Морські патрульні літаки P-8I Neptune

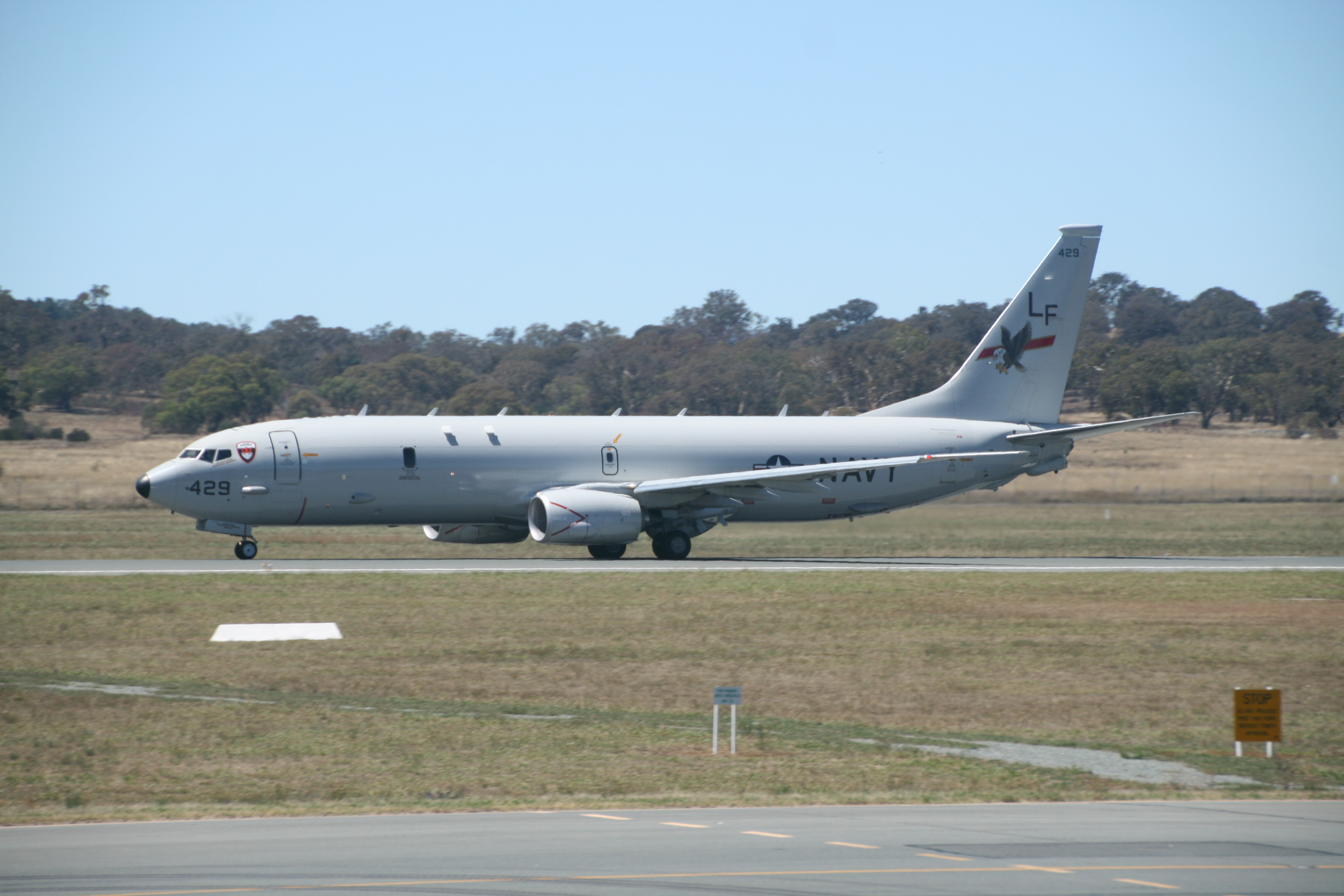
Морський патрульний літак P-8A Poseidon ВМФ США

У січні 2009 року ВМС Індії стали першим закордонним замовником морських патрульних літаків P-8A Poseidon від компанії Boeing, які отримали позначення P-8I Neptune. Базовий контракт вартістю близько 2,1 млрд доларів, що передбачає поставку восьми літаків й допоміжного обладнання.
У 2016 році Міністерство оборони Індії замовили ще чотири літаки за додатковим контрактом вартістю 1,1 млрд доларів, другий з яких ВМС Індії отримали у липні 2021 року, а третій у жовтні 2021 року.
У 2019 році з компанією Boeing було укладено договір на будівництво Центру підтримки навчання й обробки даних та допоміжного центру в Військово-морському інституті авіаційних технологій. Підготовка в цих центрах дозволить екіпажам ВМС підвищувати навички виконання польотів в більш короткі терміни, скоротити час навчання на борту літака, що призведе до підвищення готовності парку P-8I до виконання завдань за призначенням.
У квітні 2021 року стало відомо, що Індія замовила для своїх ВМС ще шість базових патрульних літаків P-8I. 

### Морські патрульні гелікоптери Sikorsky MH-60R Seahawk

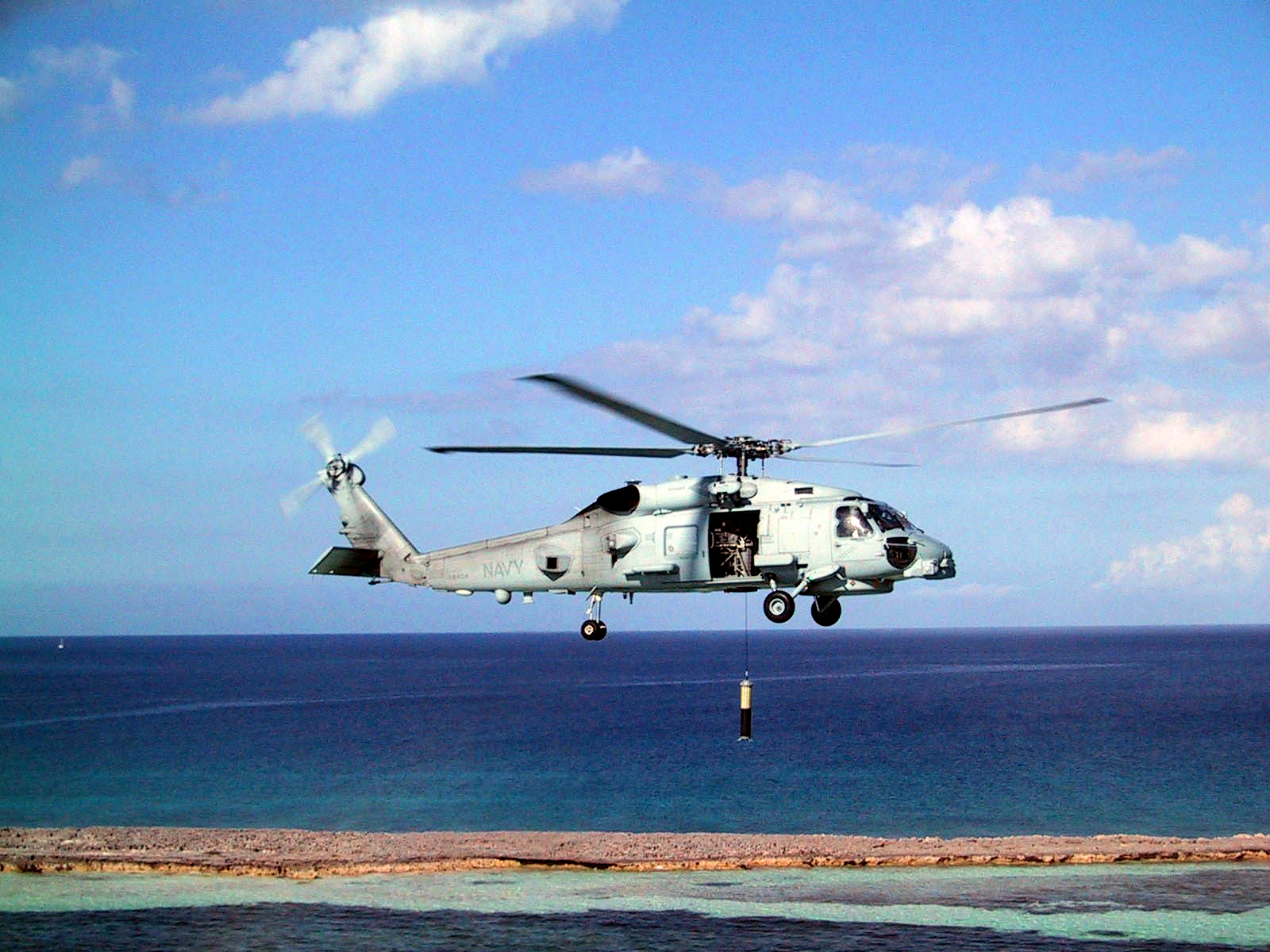
Гелікоптер MH-60R

У травні 2020 року індійський уряд підписав угоду з компанією Sikorsky на постачання 24 гелікоптерів MH-60R на суму у майже 900 млн доларів.
Особливістю цієї моделі є наявність гідроакустичної станції AN/AQS-22, яка може опускатися в океан. Також гелікоптери MH-60R можуть нести торпеди Mk 54 та ракети Hellfire.
3 гелікоптери MH-60R будуть передані флоту Індії, а решта 21 – іншим родам військ.